# Lista do Patrimônio Mundial na Polônia
A Organização das Nações Unidas para a Educação, a Ciência e a Cultura (UNESCO) propôs um plano de proteção aos bens culturais do mundo, através do Comité sobre a Proteção do Património Mundial Cultural e Natural, aprovado em 1972. Esta é uma lista do Patrimônio Mundial existente na Polônia, especificamente classificada pela UNESCO e elaborada de acordo com dez principais critérios cujos pontos são julgados por especialistas na área. A Polônia ratificou a convenção em 29 de junho de 1976, tornando seus locais históricos elegíveis para inclusão na lista.
Os sítios Centro Histórico de Cracóvia e Minas de Sal de Wieliczka foram os primeiros locais da Polônia incluídos na lista do Patrimônio Mundial da UNESCO por ocasião da 2.ª Sessão do Comitê do Património Mundial, realizada em Washington, D.C. (Estados Unidos) em 1978. Desde então, a Polônia conta com 17 sítios classificados como Patrimônio da Humanidade, sendo 15 deles de classificação Cultural e os 2 demais de classificação Natural. 

## Bens culturais e naturais
A Polônia conta atualmente com os seguintes lugares declarados como Patrimônio da Humanidade pela UNESCO:
| | Centro Histórico de Cracóvia |
| Bem cultural inscrito em 1978. |                              |
| Localização: Pequena Polônia |                              |
| O centro histórico de Cracóvia, antiga capital da Polônia, fica aos pés do Castelo Real de Wawel. Além do centro da cidade mercantil do século XIII, com a maior praça do mercado da Europa e suas muitas mansões históricas, igrejas e palácios magnificamente ornamentados, o local contém outros testemunhos do fascinante passado histórico de Cracóvia, como os restos das muralhas do século XIV , o sítio medieval de Kazimierz –localizado ao sul da cidade– com suas antigas sinagogas, a Universidade Jaguelônica e a catedral gótica, panteão dos reis poloneses. (UNESCO/BPI) |                              |

| | Minas de Sal de Wieliczka e Bochnia |
| Bem cultural inscrito em 1978, estendido em 2008 e 2013. |                                     |
| Localização: Pequena Polônia |                                     |
| Os depósitos de rochas salinas de Wieliczka e Bochnia são explorados desde o século XIII. Esta grande empresa industrial tem status real e é a mais antiga do gênero na Europa. O local é uma série de propriedades que consistem nas minas de sal de Wieliczka e Bochnia e no Castelo de Wieliczka. As Minas Reais de Wieliczka e Bochnia ilustram as etapas históricas do desenvolvimento das técnicas de mineração na Europa do século XIII ao XX: ambas as minas têm centenas de quilômetros de galerias com obras de arte, capelas subterrâneas e estátuas esculpidas em sal, Foi uma peregrinação fascinante no passado. As minas eram administradas administrativa e tecnicamente pelo Castelo de Wieliczka, que remonta aos tempos medievais e foi reconstruído várias vezes ao longo de sua história. (UNESCO/BPI) |                                     |

| | Auschwitz-Birkenau - Campo alemão nazista de concentração e extermínio (1940-1945) |
| Bem cultural inscrito em 1979. |                                                                                    |
| Localização: Pequena Polônia |                                                                                    |
| Os cercados, as cercas de arame, as torres de vigia, as casamatas, a forca, as câmaras de gás e os fornos crematórios desse campo de concentração e extermínio, o maior dos criados pelo Terceiro Reich, atestam as condições em que o genocídio nazista foi perpetrado. Segundo pesquisas históricas, entre 1.100.000 e 1.500.000 prisioneiros - a maioria judeus- foram sistematicamente privados de alimentos, torturados e assassinados neste campo, símbolo da crueldade exercida pelo homem contra seus semelhantes no século XX. (UNESCO/BPI) |                                                                                    |

| | Parque Nacional Bialowieza |
| Bem cultural inscrito em 1979; estendido em 1992 e 2014. |                            |
| Localização: Podláquia |                            |
| Este bem é compartilhado com Bielorrússia. |                            |
| Localizada nos córregos divisórias entre as bacias hidrográficas que vão para o Báltico e o Mar Negro, esta vasta extensão de florestas antigas sempre verdes e decíduas abriga a rica fauna e, em particular, mamíferos raros como lobos, linces e lontras. Além disso, este local foi repovoado com bisões da Europa e agora conta com cerca de 300 espécimes. (UNESCO/BPI) |                            |

| | Cidade Velha em Varsóvia |
| Bem cultural inscrito em 1980, modificado em 2014. |                          |
| Localização: Mazóvia |                          |
| Mais de 85% do centro histórico da capital polonesa foi destruído pelas tropas de Hitler em agosto de 1944, durante a insurreição de seus habitantes contra o ocupante nazista. Após a guerra, uma campanha de reconstrução de cinco anos, realizada pelos próprios varsóvios, resultou na restauração meticulosa de suas igrejas e palácios, bem como da praça do mercado da Cidade Velha. O local é um exemplo único da reconstrução quase total de todo um património arquitetônico histórico dos séculos XIII a XX. (UNESCO/BPI) |                          |

| | Cidade Antiga de Zamość |
| Bem cultural inscrito em 1992. |                         |
| Localização: Lublin |                         |
| Fundada no século XVI pelo chanceler Jan Zamoysky em um ponto da rota comercial que liga a Europa Ocidental e do Norte ao Mar Negro, Zamość foi construída pelo arquiteto paduano Bernardo Morando de acordo com os princípios italianos da cidade ideal. Zamość é um exemplo perfeito de uma cidade renascentista do final do século XVI que preservou seu layout original, suas fortificações e um grande número de edifícios que misturam estilos arquitetônicos tradicionais italianos e da Europa Central. (UNESCO/BPI) |                         |

| | Cidade Medieval de Toruń |
| Bem cultural inscrito em 1997. |                          |
| Localização: Cujávia-Pomerânia |                          |
| As origens de Toruń remontam a meados do século XIII, quando a Ordem Teutónica construiu neste local um castelo com vista a servir de base para a conquista e evangelização da Prússia. Muito em breve, a cidade criada em torno do castelo passou a assumir uma importância comercial considerável no seio da Liga Hanseática, como comprovam os muitos imponentes edifícios públicos e privados dos séculos XIV e XV que permanecem no centro antigo e na parte nova, entre os quais se destaca o a casa de Copérnico. (UNESCO/BPI) |                          |

| | Castelo da Ordem Teutónica de Malbork |
| Bem cultural inscrito em 1997. |                                       |
| Localização: Pomerânia |                                       |
| Ampliado e embelezado a partir de 1309, ano em que a sede do Grão-Mestre da Ordem Teutônica foi transferida de Veneza para Malbork, este antigo mosteiro fortificado do século XIII tornou-se o melhor exemplar de um castelo medieval de tijolos. Deteriorando-se ao longo do tempo, foi meticulosamente restaurado no século XIX e início do século XX, utilizando técnicas que se tornaram padrões no restauro de hoje. Após os graves danos sofridos durante a Segunda Guerra Mundial, foi novamente restaurado com base na documentação detalhada preparada pelos especialistas em conservação que realizaram a primeira restauração. (UNESCO/BPI) |                                       |

| | Kalwaria Zebrzydowska: Conjunto Arquitectónico Maneirista e Paisagístico e Parque de Peregrinação |
| Bem cultural inscrito em 1999. |                                                                                                   |
| Localização: Pequena Polônia |                                                                                                   |
| Kalwaria Zebrzydowska é uma paisagem cultural de grande beleza e significado espiritual. Seu ambiente natural, no qual vários santuários e lugares simbólicos criados no século XVII para comemorar a paixão de Cristo e a vida da Virgem Maria, permaneceu praticamente intacto. Hoje ainda é um local de peregrinação. (UNESCO/BPI) |                                                                                                   |

| | Igrejas da Paz em Jawor e Swidnica |
| Bem cultural inscrito em 2001. |                                    |
| Localização: Baixa Silésia |                                    |
| As Igrejas da Paz de Jawor e Swidnica são os maiores edifícios religiosos em enxaimel de toda a Europa. Eles foram erguidos na antiga Silésia em meados do século XVII, no período de conflitos religiosos após a Paz de Vestfália. Construídos a partir de uma série de imperativos de ordem material e política, estes dois templos luteranos são testemunho da busca pela liberdade religiosa e apresentam características arquitetônicas geralmente ligadas a edifícios de culto católico, muito raramente encontrados em igrejas. (UNESCO/BPI) |                                    |

| | Igrejas de Madeira do Sul da Pequena Polónia |
| Bem cultural inscrito em 2003. |                                              |
| Localização: Pequena Polônia / Subcarpácia |                                              |
| Estas igrejas são exemplos excepcionais dos vários meios tradicionalmente utilizados para a construção de locais de culto católicos romanos na Idade Média. Para construí-los, foi utilizada uma técnica difundida no norte e leste da Europa desde os tempos medievais, que consiste na colocação horizontal de cilindros de madeira. A construção destes templos foi custeada por famílias nobres e tornaram-se um símbolo de prestígio social. Do ponto de vista arquitetônico, ofereciam uma alternativa interessante às construções feitas com materiais de alvenaria nos centros urbanos. (UNESCO/BPI) |                                              |

| | Parque Muskauer-Muzakowski |
| Bem cultural inscrito em 2004. |                            |
| Este bem é compartilhado com: Alemanha. |                            |
| Localização: Lubúsquia |                            |
| A criação deste parque paisagístico de 559,90 hectares – que se estende ao longo de ambas as margens do rio Neisse, em ambos os lados da fronteira entre a Polónia e a Alemanha – durou de 1815 a 1844 e deveu-se à iniciativa do príncipe Hermann von Puckler - Muskau. O parque, que se funde perfeitamente com as terras agrícolas circundantes, foi o precursor de novos métodos de paisagismo que tiveram uma influência decisiva no desenvolvimento desta disciplina, tanto na Europa como na América. Concebida como uma "pintura com plantas", não tenta imitar os jardins clássicos nem evocar paraísos vegetais perdidos ou atingir um pretenso perfeccionismo botânico, mas utiliza a flora local para realçar a beleza inerente à paisagem. O parque penetra até na cidade de Muskau, formando zonas verdes que enquadram as áreas construídas e fazem da cidade um componente de uma paisagem utópica. O local também possui um castelo restaurado, além de várias pontes e um arboreto. (UNESCO/BPI) |                            |

| | Salão do Centenário em Wrocław |
| Bem cultural inscrito em 2006. |                                |
| Localização: Baixa Silésia |                                |
| O Salão do Centenário, que marcou um auge na história da construção em concreto armado, foi construído entre 1911 e 1913 pelo arquiteto Max Berg. Localizado na Feira de Exposições e dotado de uma estrutura planeada em torno de um eixo central, o Centro é um edifício destinado a múltiplos usos de cariz lúdico. A sua planta, em forma de trevo simétrico de quatro folhas, é dotada de um vasto espaço circular central no qual podem sentar-se cerca de 6.000 pessoas. Sua cúpula nervurada tem 23 metros de altura e é encimada por uma lanterna de aço e vidro. Obra pioneira da engenharia e arquitetura moderna com uma considerável mistura de tendências estilísticas do início do século XX, o Salão do Centenário tornou-se um elemento de referência fundamental para o desenvolvimento das estruturas arquitetônicas de concreto armado. (UNESCO/BPI) |                                |

| | Tserkvas de madeira da região dos Cárpatos na Polônia e Ucrânia |
| Bem cultural inscrito em 2013. |                                                                 |
| Este bem é compartilhado com: Ucrânia. |                                                                 |
| Localização: Pequena Polônia |                                                                 |
| Localizada na margem oriental da Europa Central, esta propriedade transnacional lista uma seleção de dezesseis tserkvas (igrejas). Eles foram construídos de troncos de madeira horizontais entre os séculos XVI e XIX pelas comunidades ortodoxas e católicas gregas. Os tserkvas são testemunhos de uma tradição enraizada na construção distinta de design eclesiástico ortodoxo misturado com elementos da tradição local, e referências simbólicas à cosmogonia de suas comunidades. Os tserkvas são construídos sobre um plano tripartite coroado por cúpulas e cúpulas quadrilaterais abertas ou octogonais. Integradas aos tserkvas estão telas de iconostase, decorações de interiores policromáticos e outros móveis históricos. Elementos importantes de alguns tserkvas incluem torres de madeira, sinos, cabanas e cemitérios. (UNESCO/BPI) |                                                                 |

| | Mina histórica de prata de Tarnowskie Góry e seu sistema subterrâneo de gestão hidráulica |
| Bem cultural inscrito em 2017. |                                                                                           |
| Localização: Silésia |                                                                                           |
| Localizado no sul da Polônia, na Alta Silésia, uma das principais regiões de mineração do país, o local compreende uma rede de mineração subterrânea completa, com suas galerias, poços e acessos, bem como seu sistema de gerenciamento hidráulico. A maior parte do local é subterrânea, enquanto apenas alguns elementos permanecem na superfície, como uma estação de bombeamento a vapor do século XIX. O sistema hidráulico reflete os esforços contínuos feitos ao longo de três séculos para drenar os locais de extração subterrâneos. Assim, permitiu transformar a presença nociva da água nas minas em uma oportunidade de abastecimento de água para cidades e indústrias. Tarnowskie Góry contribuiu significativamente para a produção mundial de chumbo e zinco. (UNESCO/BPI) |                                                                                           |

| | Região Mineira Pré-histórica do Sílex Raiado de Krzemionki |
| Bem cultural inscrito em 2019. |                                                            |
| Localização: Santa Cruz |                                                            |
| Localizado na região montanhosa de Świętokrzyskie, o sítio de Krzemionki compreende quatro minas que datam do período neolítico e da Idade do Bronze (cerca de 3900-1600 aC). Dedicadas à extração e transformação de sílex listrado principalmente para a fabricação de machados, essas minas possuíam estruturas subterrâneas e instalações para esculpir esse mineral, além de cerca de 4.000 poços e fossas. Todos esses elementos fazem deste sítio o mais completo complexo pré-histórico de mineração de fundo de pederneira encontrado até hoje. Este site ilustra os modos de vida e de trabalho de comunidades pré-históricas sedentárias e é testemunho de uma tradição cultural que agora desapareceu. Esta é uma prova excepcional de que o período pré-histórico, com a extração da pederneira para a fabricação de ferramentas, foi uma etapa fundamental na história da humanidade. (UNESCO/BPI) |                                                            |

| | Florestas primárias de faias dos Cárpatos e de outras regiões da Europa |
| Bem natural inscrito em 2021. |                                                                         |
| Este bem é compartilhado com: Albânia, Áustria, Bélgica, Bulgária, Itália, Roménia, Eslováquia, Eslovênia, Espanha e Ucrânia. |                                                                         |
| Localização: Subcarpácia |                                                                         |
| Esta extensão transfronteiriça do Patrimônio Mundial de grãos cárpatos primários e antigas florestas de Beedland da Alemanha (Alemanha, Eslováquia e Ucrânia) abrange 12 países. Desde o fim da última Era Glacial, as beterrabas europeias se espalharam de alguns refúgios isolados nos Alpes, nos Cárpatos, no Mediterrâneo e nos Pirenéus por um curto período de alguns milhares de anos em um processo que ainda perdura. Essa expansão bem sucedida está relacionada à flexibilidade das árvores e tolerância a diferentes condições climáticas, geográficas e físicas. (UNESCO/BPI) |                                                                         |

## Lista Indicativa
Em adição aos sítios inscritos na Lista do Patrimônio Mundial, os Estados-membros podem manter uma lista de sítios que pretendam nomear para a Lista de Patrimônio Mundial, sendo somente aceitas as candidaturas de locais que já constarem desta lista. Desde 2019, a Polônia apresenta 5 locais em sua Lista Indicativa.
| Sítio                                       | Imagem | Localização     | Ano  | Dados UNESCO         | Descrição |
| ------------------------------------------- | ------ | --------------- | ---- | -------------------- | --- |
| Gdansk - Cidade de Memória e Liberdade      |        | Pomerânia       | 2005 | Cultural: ii, iv, vi | A cidade de Gdańsk testemunhou alguns dos principais eventos da história europeia, incluindo a primeira batalha da Segunda Guerra Mundial em Westerplatte e o início do movimento Solidariedade no estaleiro de Gdańsk. Além disso, a histórica cidade principal apresenta uma série de edifícios em estilos gótico e renascentista. |
| Canal de Augustów                           |        | Podláquia       | 2006 | Cultural             | O Canal de Augustów foi construído em 1823-1839, para fornecer uma ligação direta entre os dois principais rios, o rio Vístula através do rio Biebrza - um afluente do rio Narew, e o rio Neman através de seu afluente - o rio Czarna Hańcza, e forneceu uma ligação com o Mar Negro ao sul através do Canal Oginski, Rio Daugava, Canal Berezina e Rio Dnieper. Permitiu que as rotas comerciais contornassem o território da Prússia Oriental, que anteriormente havia introduzido altas taxas alfandegárias para o trânsito de mercadorias polonesas e lituanas através de seu território. O patrimônio técnico do canal inclui eclusas, açudes, caminhos de reboque, além de estradas e pontes. O canal está agora localizado nos territórios da Bielorrússia e da Polónia, tornando assim a candidatura transnacional. |
| Desfiladeiro do Dunajec nos Montes Pieninos |        | Pequena Polônia | 2006 | Natural              | O Desfiladeiro do Dunajec nos Montes Pieninos é rico em flora e fauna. Como os Montes Pieninos não foram glaciais, o local pode ser usado para estudar a evolução da vegetação desde o Último máximo glacial. |
| Centro Modernista de Gdynia                 |        | Pomerânia       | 2019 | Cultural: ii, iv, v  | Após a Primeira Guerra Mundial, a cidade de Gdańsk recebeu o status de Cidade Livre, portanto, o estado polonês não poderia usá-la como porto. A vila vizinha de Gdynia foi concebida como o novo centro econômico primário e um centro da cidade modernista foi construído como seu núcleo nas décadas de 1920 e 1930. Naquela época, a população cresceu de 1200 para 120.000 e a cidade tornou-se um símbolo da modernização e das ambições marítimas do jovem estado. |
| Indústria Papeleira em Duszniki-Zdrój       |        | Baixa Silésia   | 2019 | Cultural: iii, iv    | A fábrica de papel em Duszniki-Zdrój é uma das fábricas de papel preservadas mais antigas da Europa. Foi construído no século XVI e trouxe riqueza e prosperidade aos proprietários no século XVII. Em 1968, tornou-se um museu. No momento da nomeação, a fábrica ainda mantinha a produção de papel artesanal tradicional. |